# Liste der Biografien/Macm
Liste der Biografien |
Portal Biografien |
Personensuche
# |
A |
B |
C |
D |
E |
F |
G |
H |
I |
J |
K |
L |
M |
N |
O |
P |
Q |
R |
S |
T |
U |
V |
W |
X |
Y |
Z |
?
 
Ma |
Mb |
Mc |
Md |
Me |
Mf |
Mg |
Mh |
Mi |
Mj |
Mk |
Ml |
Mm |
Mn |
Mo |
Mp |
Mq |
Mr |
Ms |
Mt |
Mu |
Mv |
Mw |
Mx |
My |
Mz
 
Maa |
Mab |
Mac |
Mad |
Mae |
Maf |
Mag |
Mah |
Mai |
Maj |
Mak |
Mal |
Mam |
Man |
Mao |
Map |
Maq |
Mar |
Mas |
Mat |
Mau |
Mav |
Maw |
Max |
May |
Maz
 
Maca |
Macb |
Macc |
Macd |
Mace |
Macf |
Macg |
Mach |
Maci |
Mack |
Macl |
Macm |
Macn |
Maco |
Macp |
Macq |
Macr |
Macs |
Mact |
Macu |
Macv |
Macw |
Macy |
Macz
Die Liste der Biografien führt alle Personen auf, die in der deutschsprachigen Wikipedia einen Artikel haben. Dieses ist eine Teilliste mit 54 Einträgen von Personen, deren Namen mit den Buchstaben „Macm“ beginnt.

## Macm

### Macma
- MacMahon, Aline (1899–1991), US-amerikanische Schauspielerin
- MacMahon, Arthur W. (1890–1980), US-amerikanischer Politikwissenschaftler und Hochschullehrer
- MacMahon, Brian (1923–2007), britisch-amerikanischer Epidemiologe
- MacMahon, Bryan Michael (1909–1998), irischer Schriftsteller
- MacMahon, Percy Alexander (1854–1929), britischer Mathematiker
- MacMahon, Sophie (* 1997), irische Cricketspielerin
- MacManus, Arthur (1889–1927), schottischer Gewerkschafter
- MacManus, Chris (* 1973), irischer Politiker (Sinn Féin), MdEP
- MacMaster, Fraser (* 1978), neuseeländischer Radrennfahrer
- MacMaster, Sarah (* 1983), kanadische Badmintonspielerin

### Macme
- Macmel-Atir, Nava (* 1964), israelische Schriftstellerin
- MacMenamin, John (* 1952), irischer Jurist

### Macmh
- MacMhaoirn, Alasdair (* 1958), schottischer Meister der Kampfkunst

### Macmi
- MacMichael, Harold (1882–1969), britischer Verwaltungsbeamter in Kolonien, Hochkommissar von Palästina
- Macmichael, William (1783–1839), englischer Arzt und Schriftsteller
- MacMillan, Alexander (1864–1961), kanadischer presbyterianischer Pfarrer und Hymnologe
- Macmillan, Alexander, 2. Earl of Stockton (* 1943), britischer Politiker (Conservative Party), MdEP
- MacMillan, Andrew (1928–2014), britischer Architekt
- MacMillan, Bob (* 1952), kanadischer Eishockeyspieler und -scout
- Macmillan, Chrystal (1872–1937), britische liberale Politikerin, Rechtsanwältin, Feministin und Pazifistin
- MacMillan, Daniel (1813–1857), britischer Verleger
- MacMillan, David, britisch-kanadisch-US-amerikanischer Tontechniker
- MacMillan, David (* 1968), britisch-US-amerikanischer Chemiker
- MacMillan, Don (1930–2004), australischer Mittelstreckenläufer
- Macmillan, Dorothy (1900–1966), britische Gesellschaftsdame, Ehefrau von Harold Macmillan
- MacMillan, Ernest (1893–1973), kanadischer Komponist, Dirigent, Organist und Musikpädagoge
- MacMillan, Finlay (* 1996), schottischer Filmschauspieler
- Macmillan, Harold (1894–1986), britischer Politiker, Mitglied des House of Commons und PremierministerHarold Macmillan (1894–1986)

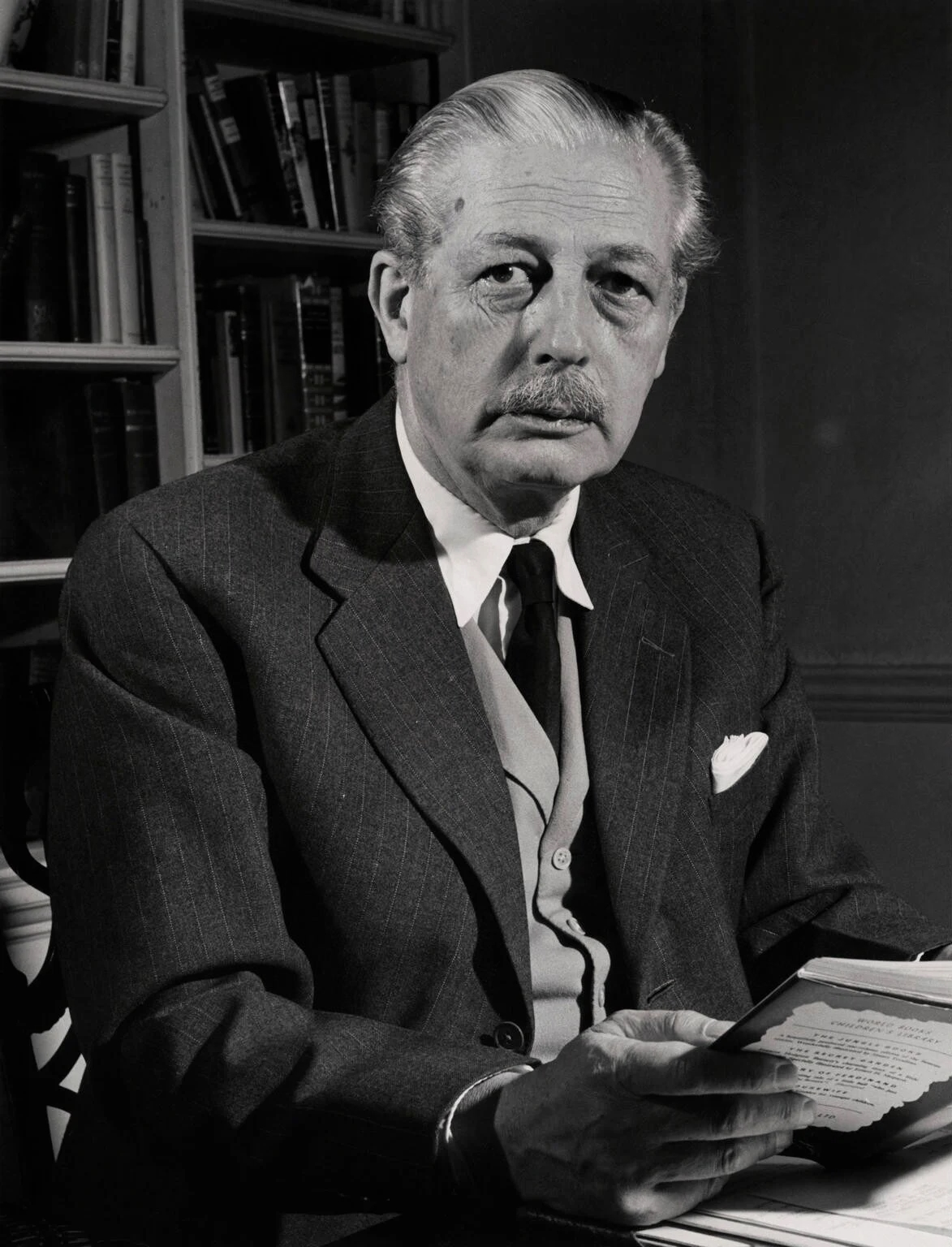
Harold Macmillan (1894–1986)

- Macmillan, Hugh, Baron Macmillan (1873–1952), britischer Jurist
- MacMillan, Iain (1938–2006), schottischer Fotograf
- MacMillan, James (* 1959), schottischer Komponist und Dirigent
- Macmillan, John, britischer Schauspieler
- MacMillan, Keith (1920–1991), kanadischer Musikproduzent, -verleger und -manager
- MacMillan, Kenneth (1929–1992), britischer Ballett-Tänzer und Choreograf
- MacMillan, Kenneth (* 1939), britischer Kameramann
- Macmillan, Kirkpatrick (1812–1878), schottischer Schmied, Erfinder des Fahrrads mit Hinterradantrieb
- MacMillan, Logan (* 1989), kanadischer Eishockeyspieler
- Macmillan, Malcolm (1913–1978), schottischer Politiker der Labour Party
- MacMillan, Margaret (* 1943), kanadische Historikerin
- Macmillan, Maureen (* 1943), schottische Politikerin
- Macmillan, Maurice (1921–1984), britischer Politiker (Conservative Party), Mitglied des House of Commons
- MacMillan, Michael (* 1957), kanadischer Filmproduzent
- MacMillan, Shannon (* 1974), US-amerikanische Fußballspielerin
- MacMillan, Tom (1864–1928), schottischer Fußballspieler
- MacMillan, Trevor (1941–2011), jamaikanischer Stabsoffizier, Polizeichef und Minister für Nationale Sicherheit
- MacMillan, William Duncan (1871–1948), US-amerikanischer Astronom
- MacMillen, Francis (1885–1973), amerikanischer Violinist
- MacMitchell, Leslie (1920–2006), US-amerikanischer Mittelstreckenläufer, Gewinner des Sullivan-Awards

### Macmo
- MacMonnies, Frederick William (1863–1937), US-amerikanischer Bildhauer und Maler

### Macmu
- MacMullan, Lauren (* 1964), US-amerikanische Animatorin, Fernseh- und Filmregisseurin
- MacMullen, Ramsay (1928–2022), US-amerikanischer Althistoriker
- MacMurchy, Ryan (* 1983), kanadischer Eishockeyspieler
- MacMurray, Fred (1908–1991), US-amerikanischer SchauspielerFred MacMurray (1908–1991)

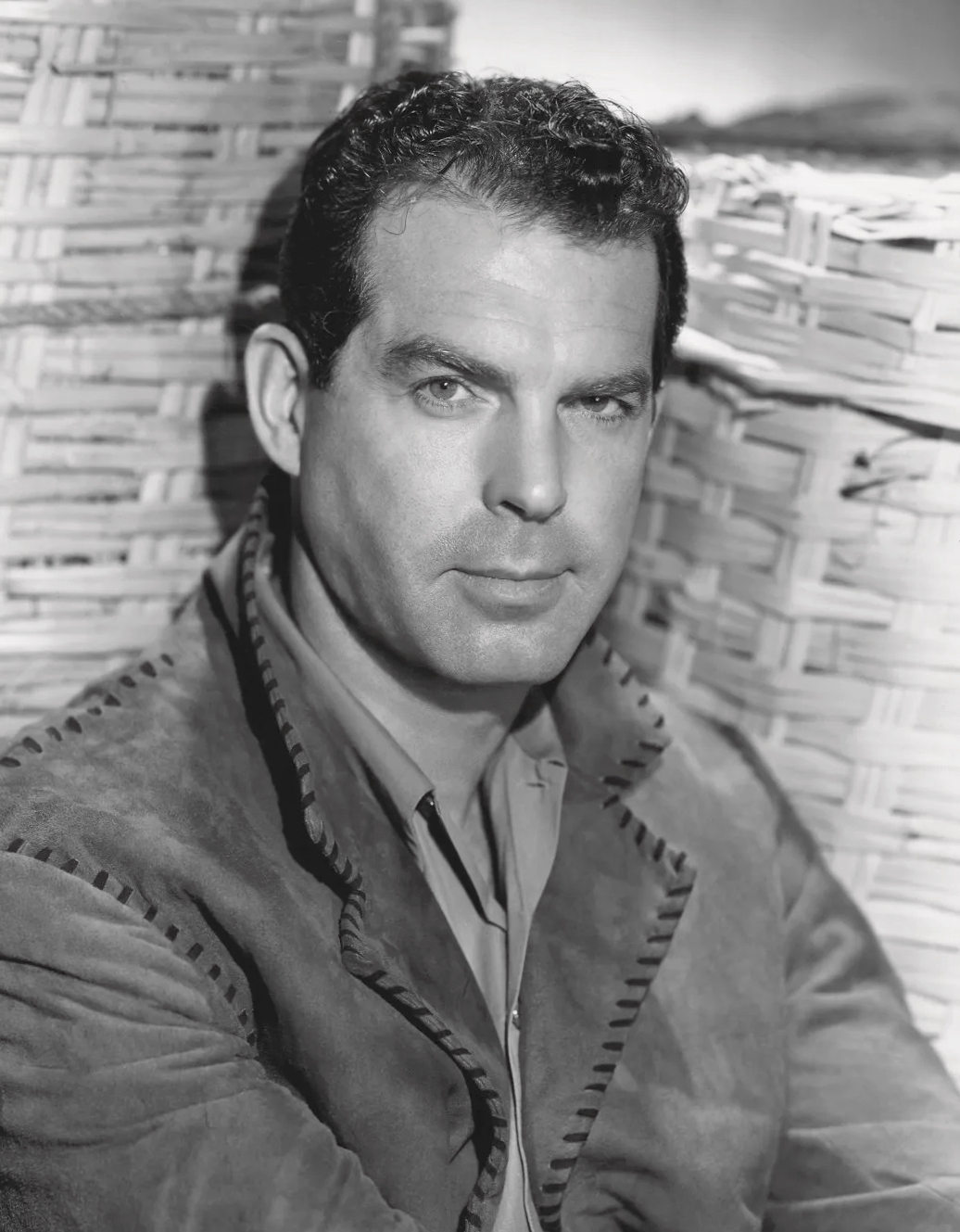
Fred MacMurray (1908–1991)

- MacMurrough, Aoife († 1188), irische Adlige